# Цайзельмауэр-Вольфпассинг
Цайзельмауэр-Вольфпассинг (нем. Zeiselmauer-Wolfpassing) — коммуна (нем. Gemeinde) в Австрии, в федеральной земле Нижняя Австрия.
Входит в состав округа Тульн. Население составляет 2236 человека (на 2013 года). Занимает площадь 12,7 км². Официальный код — 32140.

## Политическая ситуация
Бургомистр коммуны — Эдуард Рох (АНП) по результатам выборов 2013 года.
Совет представителей коммуны (нем. Gemeinderat) состоит из 19 мест.
- СДПА занимает 8 мест.
- АНП занимает 6 мест.
- Партия «Liste Aktiv» занимает 4 места.
- Зелёные занимают 1 место.